# Z-profiel

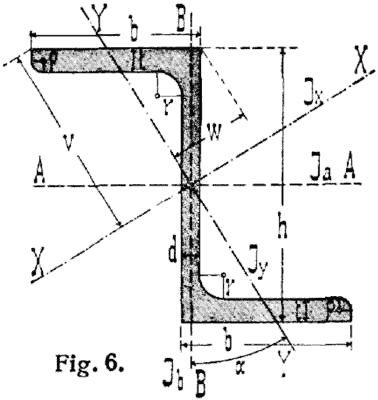
Stalen Z-profiel

Een Z-profiel is een stalen profiel in de vorm van een Z.
Andere profieltypen, zie Profielstaal